# Aletes
|  | Per a altres significats, vegeu «Aletes (desambiguació)». |

Aletes (grec antic Ἀλήτης), segons la mitologia grega, fou un heroi grec, fill d'Hípotes. Fou un dels Heraclides. Per part de mare procedia de Iolau, nebot d'Heracles. El seu nom, que significa "l'errant", li va posar el seu pare Hípotes, quan aquest, desterrat per homicidi, anava errant de ciutat en ciutat. Va decidir apoderar-se de Corint a l'arribar a l'edat viril, d'on expulsà els jonis i els descendents de Sísif, que regnaven a la ciutat i es coronà rei. Abans d'actuar va consultar l'oracle de Dodona, que li va garantir la victòria amb dues condicions: que algú li donés una mica de terra de Corint i que ataqués la ciutat "un dia en què es portessin corones". La primera condició la complí quan Aletes, després de demanar pa a un habitant de la ciutat, rebé només un grapat de terra. Per complir la segona condició, atacà la ciutat un dia que els seus habitants celebraven una festa en honor dels difunts, i segons el costum, duien corones. Aletes va convèncer la filla del rei Creont perquè aquell dia li obrís les ports de la ciutat amb la promesa de casar-se amb ella. La jove va acceptar i li lliurà Corint.
Tot seguit, Aletes va anar a conquerir Atenes. L'oracle li havia promès la victòria si respectava la vida del rei d'Atenes. Els atenesos, coneixedors de l'oracle, van persuadir el seu sobirà, el rei Codros, que tenia setanta anys, que se sacrifiqués pel seu poble per impedir-ho.